# Julián Quiñones
Julián Quiñones, né le 24 mars 1997 à Magüi Payán en Colombie, est un footballeur international mexicain qui évolue au poste d'ailier droit au Al-Qadsiah FC.

## Biographie

### En club
Né à Magüi Payán en Colombie, Julián Quiñones est formé au Mexique par les Tigres de la UANL. C'est au Venados FC en deuxième division mexicaine, où il est prêté en 2016 qu'il fait ses débuts en professionnel. Il est ensuite de retour dans son club formateur.
Il joue son premier match pour les Tigres le 24 juillet 2016, contre l'Atlas CF en championnat. Il entre en jeu à la place de Javier Aquino et les deux équipes se neutralisent (0-0 score final).
En 2017, il est prêté une saison aux Lobos de la BUAP, club récemment promu en première division.
Le 4 juin 2021 est annoncé le prêt d'une saison de Julián Quiñones à l'Atlas CF,.
Le 18 septembre 2021, Quiñones réalise son premier doublé pour le club, lors d'une rencontre de championnat face au Club Necaxa. Auteur également d'une passe décisive pour Julio Furch (en) ce jour-là, il est impliqué dans tous les buts de son équipe, qui s'impose par trois buts à zéro.

### En sélection
Avec l'équipe de Colombie des moins de 20 ans il participe au Championnat de la CONMEBOL des moins de 20 ans en 2017. Il joue huit matchs lors de cette compétition.

## Palmarès

### En club
Tigres UANL
- Championnat du Mexique (2) :
  - Champion : 2016 (Ouverture) et 2019 (Clôture).

- Supercoupe du Mexique (2) :
  - Vainqueur : 2016 et 2018.